# Cantone di Aigrefeuille-sur-Maine
Il Cantone di Aigrefeuille-sur-Maine era una divisione amministrativa dell'arrondissement di Nantes.
È stato soppresso a seguito della riforma complessiva dei cantoni del 2014, che è entrata in vigore con le elezioni dipartimentali del 2015.
Comprendeva i comuni di:
- Aigrefeuille-sur-Maine
- Le Bignon
- Geneston
- Maisdon-sur-Sèvre
- Montbert
- La Planche
- Remouillé
- Vieillevigne